# Houghton (Michigan)
Houghton település az Amerikai Egyesült Államok Michigan államában, Houghton megyében, melynek megyeszékhelye is. Lakosainak száma 8386 fő (2020. április 1.).

## Népesség
A település népességének változása:

| 2010 | 7 708 |
| 2020 | 8 386 |